# Micropentila fontainei
Micropentila fontainei är en fjärilsart som beskrevs av Henry Stempffer och Bennett 1965. Micropentila fontainei ingår i släktet Micropentila och familjen juvelvingar. Inga underarter finns listade i Catalogue of Life.